# Museu Corpus
O Museu Corpus é um museu sobre a biologia humana, localizado em Oegstgeest nos Países Baixos e é dedicado ao corpo humano e à sua saúde.
Abriu ao público a 20 de março de 2008, inaugurado pela Beatriz dos Países Baixos.
As suas paredes são em fibra de vidro, que imitam os tecidos dos órgãos. 
Acoplada ao edifício, ergue-se uma figura humana sentada com 35 metros de altura.
O seu interior assemelha-se a um corpo humano gigantesco, permitindo uma visita pedagógica pelo nosso organismo, durante a qual o visitante pode ver, sentir e ouvir como funciona o corpo e verificar a importância de uma alimentação e um estilo de vida saudáveis.